# Ігарвілл (Іллінойс)
Ігарвілл (англ. Eagarville) — селище (англ. village) в США, в окрузі Макупін штату Іллінойс. Населення — 114 особи (2020).

## Географія
Ігарвілл розташований за координатами 39°6′31″ пн. ш. 89°46′44″ зх. д. / 39.10861° пн. ш. 89.77889° зх. д. (39.108699, -89.779025).  За даними Бюро перепису населення США в 2010 році селище мало площу 2,40 км², з яких 2,35 км² — суходіл та 0,05 км² — водойми.

## Демографія
Згідно з переписом 2010 року, у селищі мешкало 127 осіб у 43 домогосподарствах у складі 32 родин. Густота населення становила 53 особи/км².  Було 50 помешкань (21/км²).
Расовий склад населення:
| - 98,4 % — білих - 0,8 % — чорних або афроамериканців |

До двох чи більше рас належало 0,8 %. Частка іспаномовних становила 0,0 % від усіх жителів.
За віковим діапазоном населення розподілялося таким чином: 31,5 % — особи молодші 18 років, 60,6 % — особи у віці 18—64 років, 7,9 % — особи у віці 65 років та старші. Медіана віку мешканця становила 33,5 року. На 100 осіб жіночої статі у селищі припадало 84,1 чоловіків;  на 100 жінок у віці від 18 років та старших — 89,1 чоловіків також старших 18 років.
Середній дохід на одне домашнє господарство  становив 77 868 доларів США (медіана — 46 250), а середній дохід на одну сім'ю — 104 159 доларів (медіана — 62 083). За межею бідності перебувало 28,7 % осіб, у тому числі 36,8 % дітей у віці до 18 років та 4,3 % осіб у віці 65 років та старших.
Цивільне працевлаштоване населення становило 54 особи. Основні галузі зайнятості: освіта, охорона здоров'я та соціальна допомога — 25,9 %, науковці, спеціалісти, менеджери — 18,5 %, транспорт — 13,0 %, будівництво — 13,0 %.